# Pestblatt

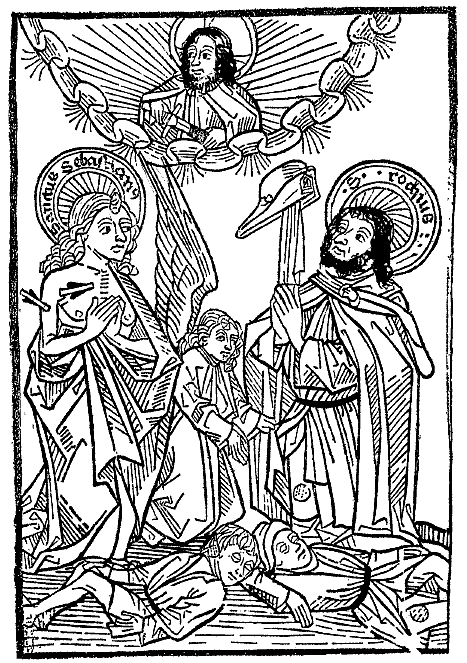
Pestblatt aus dem 15. Jahrhundert

Pestblätter sind eine besondere Erscheinungsform des Einblattholzschnitts, die mit ihren linearen Formen zu den frühesten Erzeugnissen des Holzschnitts zählen.

## Geschichte
Unter dem Eindruck der verheerenden Pestepidemien des 14. Jahrhunderts hatte der Bedarf der Menschen zugenommen, Bildnisse zu besitzen, die sie in ihrer persönlichen Zwiesprache mit Gott unterstützten. Die Pestblätter, die während des 15. Jahrhunderts entstanden, zeigten zunächst bildliche Darstellungen der als Pesthelfer verehrten Heiligen (Maria, Johannes der Täufer, Sebastian und Rochus). Nach der Erfindung des Buchdrucks um 1450 durch Johannes Gutenberg trugen diese Pestblätter auch Gebetstexte und später sogar medizinische Ratschläge.

## Forschung
Der Terminus Pestblatt wurde insbesondere durch die Arbeit der Kunsthistoriker Paul Heitz und Wilhelm Ludwig Schreiber (1855–1932) in der ersten Hälfte des 20. Jahrhunderts geprägt. Auf Basis ihrer Forschungen entstand die Monographie über 41 Pestblätter des XV. Jahrhunderts, erstmals erschienen 1901 in Straßburg und 1918 in überarbeiteter Form erneut veröffentlicht. Unabhängig von Heitz und Schreiber beschäftigte sich auch Karl Sudhoff mit diesen Frühdrucken, nahm sie in sein Verzeichnis der ersten medizinischen Inkunabeln auf und veröffentlichte weitere Funde im Archiv für Geschichte der Medizin.
Im eigentlich Wortsinne des lateinischen pestilentia (Seuche, Epidemie, Pestilenz) werden heute gelegentlich auch Einblattdrucke zu anderen Krankheiten wie Syphilis als Pestblätter bezeichnet.